# Lily Ebert
Pour les articles homonymes, voir Ebert.
Lily Ebert, née Engelman Lívia le 29 décembre 1923 à Bonyhád (royaume de Hongrie) et morte le 9 octobre 2024 à Londres (Angleterre), est une survivante de la Shoah.

## Biographie
⁣Lily Ebert, d'origine hongroise, est née à Bonyhád (royaume de Hongrie, aujourd'hui Hongrie). Elle est la fille aînée d'une famille de six enfants.

### Déportation
Les nazis ont envahi la Hongrie en mars 1944 et, en juillet 1944, alors que Lily Ebert avait 20 ans, elle, sa mère, son frère cadet et ses trois sœurs ont été déportés à Auschwitz-Birkenau. Sa mère, Nina, son frère cadet Bela et sa sœur cadette Berta ont été immédiatement envoyés dans les chambres à gaz tandis que Lily Ebert et ses sœurs Renée et Piri ont été sélectionnées pour travailler dans le camp.
Quatre mois après leur arrivée au camp, Lily Ebert et ses deux sœurs ont été transférées dans une usine de munitions près de Leipzig, où elles ont travaillé jusqu'à la libération par les forces alliées en 1945.

### Après la guerre
Après sa libération, Lily Ebert voyage avec ses sœurs survivantes en Suisse afin de commencer à reconstruire leur vie. En 1953, elle retrouve son frère aîné, qui avait survécu au système d’extermination des camps nazis, et la famille ensuite déménage en Israël où elle se marie et a trois enfants, avant de s'installer à Londres en 1967.
En 2021, Lily Ebert est devenue une star sur la plateforme de partage de vidéos TikTok, avec plus d'un million de followers, pour des clips dans lesquels elle répond aux questions des gens sur la survie pendant la Shoah, lorsqu'elle était prisonnière au camp de concentration d'Auschwitz.
Toujours en 2021, pendant la pandémie de Covid-19, avec son arrière-petit-fils Dov Forman, elle coécrit un Best-Seller du Sunday Times : Lily's Promise: How I Survived Auschwitz and Found the Strength to Live, qui comprend une préface du prince Charles.

## Décoration
- Membre de l'ordre de l'Empire britannique (31 décembre 2022).